# Tirreno-Adriatico 2021
Cursa Tirreno-Adriatico 2021 a fost cea de a 56-a ediție a Cursei Tirreno-Adriatico care s-a desfășurat în perioada 10-16 martie 2021 și a fost a cincea probă în Circuitul mondial UCI 2021.

## Echipe participante
Întrucât Tirreno-Adriatico este un eveniment din cadrul Circuitului mondial UCI 2021, toate cele 19 echipe UCI au fost invitate automat și obligate să aibă o echipă în cursă. Șase echipe profesioniste continentale au primit wildcard.

### Echipe UCI World
| - AG2R Citroën Team - Astana-Premier Tech - Bora–Hansgrohe - Cofidis - Deceuninck–Quick-Step - EF Education-Nippo - Groupama–FDJ - Ineos Grenadiers - Intermarché-Wanty-Gobert Matériaux - Israel Start-Up Nation | - Lotto Soudal - Movistar Team - Team Bahrain Victorious - Team BikeExchange - Team DSM - Team Jumbo–Visma - Team Qhubeka Assos - Trek-Segafredo - UAE Team Emirates |  |

### Echipe continentale profesioniste UCI
| - Alpecin-Fenix - Androni Giocattoli–Sidermec - Arkéa-Samsic | - Eolo-Kometa - Gazprom-RusVelo - Total Direct Énergie |  |

## Etapele programate
| Etapa | Dată   | Start – Sosire                                      | type                  | Distanță (km) | Câștigător           | Liderul global |
| ----- | ------ | --------------------------------------------------- | --------------------- | ------------- | -------------------- | -------------- |
| 1     | 10 mar | Lido di Camaiore – Lido di Camaiore                 | etapă de plat         | 156           | Wout van Aert        | Wout van Aert  |
| 2     | 11 mar | Camaiore – Chiusdino                                | etapă valonată        | 202           | Julian Alaphilippe   | Wout van Aert  |
| 3     | 12 mar | Monticiano – Gualdo Tadino                          | etapă valonată        | 219           | Mathieu van der Poel | Wout van Aert  |
| 4     | 13 mar | Terni – Prati di Tivo                               | etapă de munte        | 148           | Tadej Pogačar        | Tadej Pogačar  |
| 5     | 14 mar | Castellalto – Castelfidardo                         | etapă valonată        | 205           | Mathieu van der Poel | Tadej Pogačar  |
| 6     | 15 mar | Castelraimondo – Lido di Fermo                      | etapă de plat         | 169,2         | Mads Würtz Schmidt   | Tadej Pogačar  |
| 7     | 16 mar | San Benedetto del Tronto – San Benedetto del Tronto | contratimp individual | 10,1          | Wout van Aert        | Tadej Pogačar  |

## Etape

### Etapa 1
10 martie 2021 - Lido di Camaiore - Lido di Camaiore, 156 km (97 mi)
| Loc | Concurent        | Echipă                 | Timp       |
| --- | ---------------- | ---------------------- | ---------- |
| 1   | Wout Van Aert    | Team Jumbo–Visma       | 3h 36' 17" |
| 2   | Caleb Ewan       | Lotto Soudal           | +0"        |
| 3   | Fernando Gaviria | UAE Team Emirates      | +0"        |
| 4   | Andrea Vendrame  | AG2R Citroën Team      | +0"        |
| 5   | Luka Mezgec      | Team BikeExchange      | +0"        |
| 6   | Tim Merlier      | Alpecin-Fenix          | +0"        |
| 7   | Álvaro Hodeg     | Deceuninck–Quick-Step  | +0"        |
| 8   | Davide Ballerini | Deceuninck–Quick-Step  | +0"        |
| 9   | Iván García      | Movistar Team          | +0"        |
| 10  | Hugo Hofstetter  | Israel Start-Up Nation | +0"        |

| Loc | Concurent        | Echipă                 | Timp       |
| --- | ---------------- | ---------------------- | ---------- |
| 1   | Wout Van Aert    | Team Jumbo–Visma       | 3h 36' 17" |
| 2   | Caleb Ewan       | Lotto Soudal           | +0"        |
| 3   | Fernando Gaviria | UAE Team Emirates      | +0"        |
| 4   | Andrea Vendrame  | AG2R Citroën Team      | +0"        |
| 5   | Luka Mezgec      | Team BikeExchange      | +0"        |
| 6   | Tim Merlier      | Alpecin-Fenix          | +0"        |
| 7   | Álvaro Hodeg     | Deceuninck–Quick-Step  | +0"        |
| 8   | Davide Ballerini | Deceuninck–Quick-Step  | +0"        |
| 9   | Iván García      | Movistar Team          | +0"        |
| 10  | Hugo Hofstetter  | Israel Start-Up Nation | +0"        |

### Etapa a 2-a
11 martie 2021 - Camaiore - Chiusdino, 226 km (140 mi)
| Loc | Concurent            | Echipă                | Timp       |
| --- | -------------------- | --------------------- | ---------- |
| 1   | Julian Alaphilippe   | Deceuninck–Quick-Step | 5h 01' 32" |
| 2   | Mathieu van der Poel | Alpecin-Fenix         | +0"        |
| 3   | Wout Van Aert        | Team Jumbo–Visma      | +0"        |
| 4   | Tadej Pogačar        | UAE Team Emirates     | +0"        |
| 5   | Alex Aranburu        | Astana-Premier Tech   | +0"        |
| 6   | Robert Stannard      | Team BikeExchange     | +0"        |
| 7   | João Almeida         | Deceuninck–Quick-Step | +0"        |
| 8   | Greg Van Avermaet    | AG2R Citroën Team     | +0"        |
| 9   | Tim Wellens          | Lotto Soudal          | +0"        |
| 10  | Giulio Ciccone       | Trek-Segafredo        | +0"        |

| Loc | Concurent            | Echipă                  | Timp       |
| --- | -------------------- | ----------------------- | ---------- |
| 1   | Wout Van Aert        | Team Jumbo–Visma        | 8h 37' 35" |
| 2   | Julian Alaphilippe   | Deceuninck–Quick-Step   | +4"        |
| 3   | Mathieu van der Poel | Alpecin-Fenix           | +8"        |
| 4   | Pavel Sivakov        | Ineos Grenadiers        | +11"       |
| 5   | Mikel Landa          | Team Bahrain Victorious | +13"       |
| 6   | Andrea Vendrame      | AG2R Citroën Team       | +14"       |
| 7   | Robert Stannard      | Team BikeExchange       | +14"       |
| 8   | João Almeida         | Deceuninck–Quick-Step   | +14"       |
| 9   | Tadej Pogačar        | UAE Team Emirates       | +14"       |
| 10  | Alex Aranburu        | Astana-Premier Tech     | +14"       |

### Etapa a 3-a
12 martie 2021 - Monticiano - Gualdo Tadino, 189 km (117 mi)
| Loc | Concurent            | Echipă                 | Timp       |
| --- | -------------------- | ---------------------- | ---------- |
| 1   | Mathieu van der Poel | Alpecin-Fenix          | 5h 24' 18" |
| 2   | Wout Van Aert        | Team Jumbo–Visma       | +0"        |
| 3   | Davide Ballerini     | Deceuninck–Quick-Step  | +0"        |
| 4   | Sergio Higuita       | EF Education-Nippo     | +0"        |
| 5   | Greg Van Avermaet    | AG2R Citroën Team      | +0"        |
| 6   | Jasper De Buyst      | Lotto Soudal           | +0"        |
| 7   | Iván García          | Movistar Team          | +0"        |
| 8   | Tadej Pogačar        | UAE Team Emirates      | +0"        |
| 9   | Gonzalo Serrano      | Movistar Team          | +0"        |
| 10  | Hugo Hofstetter      | Israel Start-Up Nation | +0"        |

| Loc | Concurent            | Echipă                  | Timp        |
| --- | -------------------- | ----------------------- | ----------- |
| 1   | Wout Van Aert        | Team Jumbo–Visma        | 14h 01' 47" |
| 2   | Mathieu van der Poel | Alpecin-Fenix           | +4"         |
| 3   | Julian Alaphilippe   | Deceuninck–Quick-Step   | +10"        |
| 4   | Mikel Landa          | Team Bahrain Victorious | +19"        |
| 5   | Tadej Pogačar        | UAE Team Emirates       | +20"        |
| 6   | Robert Stannard      | Team BikeExchange       | +20"        |
| 7   | João Almeida         | Deceuninck–Quick-Step   | +20"        |
| 8   | Sergio Higuita       | EF Education-Nippo      | +20"        |
| 9   | Jasper De Buyst      | Lotto Soudal            | +20"        |
| 10  | Patrick Konrad       | Bora-Hansgrohe          | +20"        |

### Etapa a 4-a
13 martie 2021 — Terni - Prati di Tivo, 148 km (92 mi)
| Loc | Concurent      | Echipă                  | Timp       |
| --- | -------------- | ----------------------- | ---------- |
| 1   | Tadej Pogačar  | UAE Team Emirates       | 3h 51' 24" |
| 2   | Simon Yates    | Team BikeExchange       | +6"        |
| 3   | Sergio Higuita | EF Education-Nippo      | +29"       |
| 4   | Mikel Landa    | Team Bahrain Victorious | +29"       |
| 5   | Nairo Quintana | Arkéa-Samsic            | +31"       |
| 6   | João Almeida   | Deceuninck–Quick-Step   | +35"       |
| 7   | Matteo Fabbro  | Bora-Hansgrohe          | +42"       |
| 8   | Simon Carr     | EF Education-Nippo      | +42"       |
| 9   | Wout Van Aert  | Team Jumbo–Visma        | +45"       |
| 10  | Jakob Fuglsang | Astana-Premier Tech     | +0"        |

| Loc | Concurent      | Echipă                  | Timp        |
| --- | -------------- | ----------------------- | ----------- |
| 1   | Tadej Pogačar  | UAE Team Emirates       | 17h 53' 21" |
| 2   | Wout Van Aert  | Team Jumbo–Visma        | +35"        |
| 3   | Sergio Higuita | EF Education-Nippo      | +35"        |
| 4   | Mikel Landa    | Team Bahrain Victorious | +38"        |
| 5   | Nairo Quintana | Arkéa-Samsic            | +41"        |
| 6   | João Almeida   | Deceuninck–Quick-Step   | +45"        |
| 7   | Jakob Fuglsang | Astana-Premier Tech     | +55"        |
| 8   | Simon Carr     | EF Education-Nippo      | +1' 03"     |
| 9   | Matteo Fabbro  | Bora-Hansgrohe          | +1' 12"     |
| 10  | Geraint Thomas | Ineos Grenadiers        | +1' 25"     |

### Etapa a 5-a
14 martie 2021 — Castellalto - Castelfidardo, 205 km (127 mi)
| Loc | Concurent            | Echipă                  | Timp       |
| --- | -------------------- | ----------------------- | ---------- |
| 1   | Mathieu van der Poel | Alpecin-Fenix           | 4h 48' 17" |
| 2   | Tadej Pogačar        | UAE Team Emirates       | +10"       |
| 3   | Wout Van Aert        | Team Jumbo–Visma        | +49"       |
| 4   | Fabio Felline        | Astana-Premier Tech     | +1' 26"    |
| 5   | Egan Bernal          | Ineos Grenadiers        | +2' 07"    |
| 6   | Davide Formolo       | UAE Team Emirates       | +2' 07"    |
| 7   | Tim Wellens          | Lotto Soudal            | +2' 18"    |
| 8   | Alessandro De Marchi | Israel Start-Up Nation  | +2' 18"    |
| 9   | Mikel Landa          | Team Bahrain Victorious | +2' 25"    |
| 10  | Matteo Fabbro        | Bora-Hansgrohe          | +2' 45"    |

| Loc | Concurent       | Echipă                  | Timp        |
| --- | --------------- | ----------------------- | ----------- |
| 1   | Tadej Pogačar   | UAE Team Emirates       | 22h 41' 41" |
| 2   | Wout Van Aert   | Team Jumbo–Visma        | +1' 15"     |
| 3   | Mikel Landa     | Team Bahrain Victorious | +2' 00"     |
| 4   | Egan Bernal     | Ineos Grenadiers        | +3' 30"     |
| 5   | Matteo Fabbro   | Bora-Hansgrohe          | +3' 54"     |
| 6   | Tim Wellens     | Lotto Soudal            | +4' 30"     |
| 7   | João Almeida    | Deceuninck–Quick-Step   | +4' 42"     |
| 8   | Romain Bardet   | Team DSM                | +5' 03"     |
| 9   | Vincenzo Nibali | Trek-Segafredo          | +5' 54"     |
| 10  | Simon Yates     | Team BikeExchange       | +6' 58"     |

### Etapa a 6-a
15 martie 2021 — Castelraimondo - Lido di Fermo, 169 km (105 mi)
| Loc | Concurent          | Echipă                             | Timp       |
| --- | ------------------ | ---------------------------------- | ---------- |
| 1   | Mads Würtz Schmidt | Israel Start-Up Nation             | 3h 42' 09" |
| 2   | Brent Van Moer     | Lotto Soudal                       | +0"        |
| 3   | Simone Velasco     | Gazprom-RusVelo                    | +0"        |
| 4   | Jan Bakelants      | Intermarché-Wanty-Gobert Matériaux | +0"        |
| 5   | Nelson Oliveira    | Movistar Team                      | +0"        |
| 6   | Emīls Liepiņš      | Trek-Segafredo                     | +25"       |
| 7   | Tim Merlier        | Alpecin-Fenix                      | +1' 09"    |
| 8   | Davide Ballerini   | Deceuninck–Quick-Step              | +1' 09"    |
| 9   | Elia Viviani       | Cofidis                            | +1' 09"    |
| 10  | Max Kanter         | Team DSM                           | +1' 09"    |

| Loc | Concurent       | Echipă                  | Timp        |
| --- | --------------- | ----------------------- | ----------- |
| 1   | Tadej Pogačar   | UAE Team Emirates       | 26h 24' 59" |
| 2   | Wout Van Aert   | Team Jumbo–Visma        | +1' 15"     |
| 3   | Mikel Landa     | Team Bahrain Victorious | +3' 00"     |
| 4   | Egan Bernal     | Ineos Grenadiers        | +3' 30"     |
| 5   | Matteo Fabbro   | Bora-Hansgrohe          | +3' 54"     |
| 6   | Tim Wellens     | Lotto Soudal            | +4' 30"     |
| 7   | João Almeida    | Deceuninck–Quick-Step   | +4' 42"     |
| 8   | Romain Bardet   | Team DSM                | +5' 03"     |
| 9   | Vincenzo Nibali | Trek-Segafredo          | +5' 54"     |
| 10  | Simon Yates     | Team BikeExchange       | +6' 58"     |

### Etapa a 7-a
16 martie 2021 — San Benedetto del Tronto - San Benedetto del Tronto, 11,1 km (6,9 mi), contra-cronometru individual
| Loc | Concurent         | Echipă                | Timp    |
| --- | ----------------- | --------------------- | ------- |
| 1   | Wout Van Aert     | Team Jumbo–Visma      | 11' 06" |
| 2   | Stefan Küng       | Groupama–FDJ          | +6"     |
| 3   | Filippo Ganna     | Ineos Grenadiers      | +11"    |
| 4   | Tadej Pogačar     | UAE Team Emirates     | +12"    |
| 5   | Benjamin Thomas   | Groupama–FDJ          | +16"    |
| 6   | Alberto Bettiol   | EF Education-Nippo    | +218"   |
| 7   | João Almeida      | Deceuninck–Quick-Step | +24"    |
| 8   | Kasper Asgreen    | Deceuninck–Quick-Step | +26"    |
| 9   | Michael Hepburn   | Team BikeExchange     | +27"    |
| 10  | Tobias Ludvigsson | Groupama–FDJ          | +28"    |

| Loc | Concurent       | Echipă                  | Timp        |
| --- | --------------- | ----------------------- | ----------- |
| 1   | Tadej Pogačar   | UAE Team Emirates       | 26h 36' 17" |
| 2   | Wout Van Aert   | Team Jumbo–Visma        | +1' 03"     |
| 3   | Mikel Landa     | Team Bahrain Victorious | +3' 57"     |
| 4   | Egan Bernal     | Ineos Grenadiers        | +4' 13"     |
| 5   | Matteo Fabbro   | Bora-Hansgrohe          | +4' 37"     |
| 6   | João Almeida    | Deceuninck–Quick-Step   | +4' 54"     |
| 7   | Tim Wellens     | Lotto Soudal            | +5' 00"     |
| 8   | Romain Bardet   | Team DSM                | +5' 50"     |
| 9   | Vincenzo Nibali | Trek-Segafredo          | +6' 30"     |
| 10  | Simon Yates     | Team BikeExchange       | +7' 45"     |

## Clasamentele actuale

### Clasamentul general
Clasamentul final locurile 1-10
| Loc | Concurent       | Echipă                  | Timp        |
| --- | --------------- | ----------------------- | ----------- |
| 1   | Tadej Pogačar   | UAE Team Emirates       | 26h 36' 17" |
| 2   | Wout Van Aert   | Team Jumbo–Visma        | +1' 03"     |
| 3   | Mikel Landa     | Team Bahrain Victorious | +3' 57"     |
| 4   | Egan Bernal     | Ineos Grenadiers        | +4' 13"     |
| 5   | Matteo Fabbro   | Bora-Hansgrohe          | +4' 37"     |
| 6   | João Almeida    | Deceuninck–Quick-Step   | +4' 54"     |
| 7   | Tim Wellens     | Lotto Soudal            | +5' 00"     |
| 8   | Romain Bardet   | Team DSM                | +5' 50"     |
| 9   | Vincenzo Nibali | Trek-Segafredo          | +6' 30"     |
| 10  | Simon Yates     | Team BikeExchange       | +7' 45"     |

### Clasamentul pe puncte
Clasamentul final locurile 1-10
| Loc | Concurent            | Echipă                 | Timp |
| --- | -------------------- | ---------------------- | ---- |
| 1   | Wout Van Aert        | Team Jumbo–Visma       | 55   |
| 2   | Tadej Pogačar        | UAE Team Emirates      | 42   |
| 3   | Mathieu van der Poel | Alpecin-Fenix          | 39   |
| 4   | Mads Würtz Schmidt   | Israel Start-Up Nation | 20   |
| 5   | Sergio Higuita       | EF Education-Nippo     | 15   |
| 6   | Simone Velasco       | Gazprom-RusVelo        | 14   |
| 7   | João Almeida         | Deceuninck–Quick-Step  | 14   |
| 8   | Davide Ballerini     | Deceuninck–Quick-Step  | 14   |
| 9   | Simon Yates          | Team BikeExchange      | 13   |
| 10  | Julian Alaphilippe   | Deceuninck–Quick-Step  | 12   |

### Clasamentul cățărătorilor
Clasamentul final locurile 1-10
| Loc | Concurent            | Echipă                             | Timp |
| --- | -------------------- | ---------------------------------- | ---- |
| 1   | Tadej Pogačar        | UAE Team Emirates                  | 24   |
| 2   | Mads Würtz Schmidt   | Israel Start-Up Nation             | 20   |
| 3   | Mathieu van der Poel | Alpecin-Fenix                      | 18   |
| 4   | Jan Bakelants        | Intermarché-Wanty-Gobert Matériaux | 16   |
| 5   | Simon Yates          | Team BikeExchange                  | 15   |
| 6   | Vincenzo Albanese    | Eolo–Kometa                        | 13   |
| 7   | Mattia Bais          | Androni Giocattoli-Sidermec        | 12   |
| 8   | Pello Bilbao         | Team Bahrain Victorious            | 8    |
| 9   | Simone Velasco       | Gazprom-RusVelo                    | 8    |
| 10  | Filippo Ganna        | Ineos Grenadiers                   | 7    |

### Clasamentul tinerilor
Clasamentul final locurile 1-10
| Loc | Concurent          | Echipă                      | Timp        |
| --- | ------------------ | --------------------------- | ----------- |
| 1   | Tadej Pogačar      | UAE Team Emirates           | 26h 36' 17" |
| 2   | Egan Bernal        | Ineos Grenadiers            | +4' 13"     |
| 3   | João Almeida       | Deceuninck–Quick-Step       | +4' 54"     |
| 4   | Tobias Foss        | Team Jumbo-Visma            | +12' 39"    |
| 5   | Pavel Sivakov      | Ineos Grenadiers            | +14' 58"    |
| 6   | Sergio Higuita     | EF Education-Nippo          | +22' 12"    |
| 7   | Simon Carr         | EF Education-Nippo          | +26' 17"    |
| 8   | Giovanni Aleotti   | Bora-Hansgrohe              | +30' 18"    |
| 9   | Natnael Tesfatsion | Androni Giocattoli-Sidermec | +31' 17"    |
| 10  | Quinn Simmons      | Trek-Segafredo              | +36' 17"    |

### Clasamentul pe echipe
Clasamentul final locurile 1-10
| Loc | Echipă                  | Timp        |
| --- | ----------------------- | ----------- |
| 1   | Astana-Premier Tech     | 80h 16' 45" |
| 2   | Ineos Grenadiers        | +2' 48"     |
| 3   | Movistar Team           | +13' 15"    |
| 4   | Team Jumbo-Visma        | +14' 12"    |
| 5   | Team DSM                | +17' 34"    |
| 6   | UAE Team Emirates       | +17' 52"    |
| 7   | Trek-Segafredo          | +18' 35"    |
| 8   | Bora-Hansgrohe          | +20' 43"    |
| 9   | Team Bahrain Victorious | +21' 02"    |
| 10  | Deceuninck–Quick-Step   | +23' 30"    |